# 英雄王，為了窮盡武道而轉生～而後成為世界最強見習騎士♀～
《英雄王，為了窮盡武道而轉生～而後成為世界最強見習騎士♀～》是日本作家所著的輕小說系列，2019年3月起於成為小說家吧開始連載。同年11月起HJ文庫發行實體書。
2019年12月6日，由漫畫家繪製改編的漫畫，在漫畫網站「Comic Fire」上開始連載，本作入圍2022年電子漫畫大賞（電子漫畫大獎）（みんなが選ぶ!!電子コミック大賞）輕小說部門提名名單。STUDIO COMET製作的改編電視動畫於2023年1月9日至3月28日間播映。

## 故事概要
英格利斯是偉大的英雄王，年輕時是受到女神亞莉絲泰爾加護的聖騎士，憑着這份力量最終建立起席魯瓦爾王國。老去的英格利斯在臨終之時，再次見到女神亞莉絲泰爾。女神為了回報英格利斯，希望實現他的願望。英格利斯回答，他想抵達武道的巔峰，希望女神能讓他轉生，過一遍獻給武道的人生。女神如他所願，讓他轉生成名為英格莉絲的嬰兒。
不過英格莉絲轉生後竟然變成女生，為騎士團長的女兒，從出生起就開始控制靈素的修練，未滿1歲時已能打敗魔石獸，5歲時已展現頂尖劍技。在這個已經過了不知多少歲月的大陸，多了魔石獸、魔印等英格莉絲轉生前沒有的事物。她在6歲的洗禮日裏沒有獲得魔印，因而被視為沒有成為騎士的資格。她跟情同姊妹的拉菲妮亞一起長大，共同進行修煉。

## 角色列表

### 主要角色
英格莉絲·尤庫斯（Inglis Eucus，聲：鬼頭明里）
小名克莉絲（kurisu）。性格偏戰鬥狂，只要能跟對方戰鬥會不惜一切代價且非常好勝，遺傳了母親席琳娜的驚人食量，是拉妮的表姐，也是她的隨從騎士，夢想是挑戰最強魔石獸「虹之王」。由前世轉生為尤彌爾騎士團團長·路克的千金，因為女神加護的關係，轉生時保有前世的記憶，同時也留存了前世「神騎士」的特殊能力，因此能夠使用比魔素更高位階的靈素力量。
到妙齡階段時，因為相貌出眾且身材姣好，才發現當一個女人成為全場焦點，所有男性目光都集中在自己身上時的那種尷尬、寒意，為前世做出相同舉動的行徑感到恥辱。
因為被判定為「無印者」，故受洗當天對自己訂下了某種程度的隨從制約，絕對不允許任何人傷害自己的表姐妹拉菲妮亞，一切以保護拉菲妮亞為優先。
老英雄王英格利斯（King ingurisu，聲：麥人）
英格莉絲的前世，創立「席魯瓦爾王國」的初代國王。在轉世後的世界文獻中，完全找不到相關資料。
在臨終之际，出現在他面前的女神亞莉絲泰爾问到他的願望，想要报答他作为国王的功绩时，他希望能够转生，想把一生奉献给极致的武道。
在動畫開場後扮演旁白的角色。
拉菲妮亞·皮爾福特（rafyinia birufuoodo，聲：加隈亞衣）
小名拉妮（rani），和英格莉絲是表姐妹，同時也是尤彌爾領主之女，心地溫柔善良，會優先考慮對方的想法，食量與英格莉絲一樣驚人，擁有上級魔印「光之弓」的力量，可以施放大範圍魔法箭雨。
私底下時常跟英格莉絲的身材做比較，對自己的身材不夠豐滿的部分相當在意。過於疲累的時候睡相非常差。
席蘭妮（seiriin，聲：豐崎愛生）
前地下領地「諾瓦」的領主，實際身分為天上人三公中「技公」之女，但與一般天上人的鄙視地上人的刻板印象不同，其待人溫厚且十分親民，受到鎮民及當地小孩的愛戴，但由於天上人的使命而在領地地下使用「浮空魔法」來掠奪地面世界的土地。
被對天上人心懷怨恨的部下(動畫版改成女僕)在飲品中加入虹粉藥變成魔石獸，但因為仍保持一絲人性，使克莉絲試圖挽救她，最後在血鐵鎖旅團首領·黑假面的幫助下變成小型的魔石獸。被命名為「小妮」，之後跟隨英格莉絲與拉菲妮亞。變成小型魔石獸後非常喜歡巨乳，甚至會窩在英格莉絲的乳溝當作自己的巢穴。
後來從「武公」口中證實派遣她到「諾瓦」擔任領主的是「教主聯盟」。

### 卡萊利亞王國

#### 尤彌爾
尤彌爾為邊境的要塞城市。
皮爾福特侯爵（聲：川田紳司）
尤彌爾的領主，拉妮與拉斐爾的父親，英格莉絲的姨丈。十分溺愛女兒。暗中指示英格莉絲排除企圖接近拉妮的男性。
伊琳娜·皮爾福特（聲：上田瞳）
拉菲妮亞與拉斐爾的母親，席琳娜的姐姐，英格莉絲的姨母。拉菲妮亞的大食量遺傳自她。
拉斐爾·皮爾福特（聲：田丸篤志、山根綺（少年））
拉菲妮亞的兄長，英格莉絲的表哥，現任王都騎士團的騎士，擁有「特級魔印」。食量大但不及拉菲妮亞。純情係美少年，看到漂亮的女性會不好意思也不吝稱讚。
路克·尤庫斯（聲：新垣樽助）
英格莉絲的父親，拉妮與拉斐爾的姨丈。現任尤彌爾騎士團團長。興趣是收集各式各樣的壺。典型的妻管嚴。
席琳娜·尤庫斯（聲：茅野愛衣）
英格莉絲的母親，伊琳娜的妹妹，拉妮與拉斐爾的小姨。英格莉絲的大食量遺傳自她。結婚前是尤彌爾最強的騎士，路克被她擊敗了十多次後才能獲得一勝。
愛達（聲：泊明日菜）
尤彌爾騎士團副團長。

#### 王都卡萊爾
韋恩（聲：笠間淳）
王都的王室成員，拉斐爾的上司。
西歐尼（聲：水越健）
為王都派來協助天上人巡視及監察的監察官，但勸拉哈爾不要強硬要求他人時被對方殺害，死後被世間誤解死因也一併怪罪里昂。
阿爾巴特·阿爾希亞
阿爾希亞公爵家現任當家，卡萊利亞王國現任宰相。莉潔洛特的父親、夏洛特的丈夫，為阿爾希亞公爵家的入贅女婿。

#### 卡萊爾王立騎士學院
米莉耶菈（聲：安野希世乃）
王立騎士學院的校長，擁有「特級魔印」。喜歡用重力魔法以斯巴達式的戰鬥訓練去訓練學生，個性似乎有些腹黑。
莉潔洛特·阿爾希亞（聲：倉持若菜）
王國宰相之女，與英格莉絲同是王立騎士學院的學生。對里昂的妹妹里歐妮遷怒排擠，直到了解里歐妮真正的想法後與里歐妮道歉和解，隨後和英格莉絲、拉妮與里歐妮一同行動。
拉迪（聲：天崎滉平）
來自北方鄰國阿爾卡德的留學生，與英格莉絲同是騎士科學生。
普菈姆（聲：河野日和）
與拉迪是青梅竹馬，與英格莉絲同是騎士科學生。
希爾瓦·艾連（聲：今井文也）
騎士科三年級學生，是近衛騎士團團長萊塔斯的弟弟，性格高傲又不通人情。
使用的魔印武具是和莉波相同的槍型武具(散彈槍)。
悠亞（聲：富田美憂）
騎士科二年級學生，曾因模擬戰贏過希爾瓦有些許心結，與對方關係不怎麼好，不擅長記住學生與教師們的名字，以自己取的綽號來方便稱呼。
莫里斯（聲：市川蒼）
騎士科二年級學生，悠亞經常記不住自己的名字感到傷腦筋。

#### 聖騎士團
為守護人民不受魔石獸傷害，由王國各地擁有「魔印」的武者所組成的騎士團。
里歐妮·阿勒法（聲：楠木燈）
里昂的妹妹，因哥哥背叛王國投奔血鐵索旅團一事受到旁人的歧視，英格莉絲、拉妮因詳知事件發生的來龍去脈、並在相互關心下成為好友，同時一起行動。憎恨哥哥里昂。
英格莉絲·尤庫斯
拉菲妮亞·皮爾福特
拉斐爾·皮爾福特
里昂·阿勒法

### 天惠武姬
天惠武姬為天上人賜予地上人的武器，外觀行為、甚至是個性都與正常人無異，但卻能變化為「特級魔印武器」，在小說第十卷證實天惠武姬全是被天上人轉化而成的地上人女性。
厄麗絲（聲：白石晴香）
里昂的「天惠武姬」，使用的武器為兩把匕首。為「大公派」所屬。
希絲緹亞·魯修（聲：喜多村英梨）
隸屬於「血鐵鎖旅團」的天惠武姬，武器化型態為長槍，以自由傭兵的身分四處賺取報酬，至於為何不隸屬王國則原因不詳。
莉波（聲：大空直美）
具有犬類的耳朵與尾巴特徵的獸人種天惠武姬，獸人種唯一倖存者 (其他獸人因變成魔石獸而滅絕)。
原是地上的獸人，經常與同騎士團的厄麗絲一同行動，使用的武器為兩把手槍。武器化型態為散彈槍，原為「教主聯盟」所屬。
血鐵鎖旅團襲擊&虹之王事件結束後脫離教主聯盟並隸屬卡萊利亞王國，擔任卡利亞斯國王的護衛。
夏洛特·阿爾希亞
莉潔洛特的母親，前阿爾希亞公爵家的千金，在莉潔洛特年幼時逝世。遺體被「教主聯盟」派的天上人盜走後改造成為天惠武姬。由於作為天惠武姬適性極高的緣故並沒下派到地上。

### 武裝商隊·蘭伯商會
遊歷四方的旅行商隊，由於對魔石獸的防備而有了最基本的武裝。
蘭伯（聲：後藤光祐）
為武裝商隊的頭領，拉哈爾的父親。不時會帶部下到尤彌爾與騎士團進行切磋。後捐納了大筆金錢成為了天上人。十分憎恨殺死拉哈爾的英格莉絲。

### 天上人（High land）
居住於被稱之為「天上領」的空島上的人族，額頭上都有個別的聖痕，擁有製造魔印武器及賦予魔印的能力，同時具有世人早已忘卻「感知魔素」的能力。一旦吸食了虹粉藥會變成魔石獸。
且因對地上人的態度產生兩大派系：親近地上人的「大公派」與藐視地上人的「教主聯盟」。

#### 教主聯盟派
伊貝爾（聲：堀江瞬）
天上領使者，隸屬教主聯盟的大將軍，外表是年幼男孩。對地上人態度更鄙視及藐視一切，視天惠武姬為可拋棄的道具。
拉哈爾·蘭伯（聲：小林千晃）
原為「武裝商隊·蘭伯商會」的少當家，後用金錢賄賂天上人取得天上人的身分。個性卑劣，成為天上人後更視人命如草芥。飲下了被里昂下了含有虹粉藥的飲品變成魔石獸，被英格莉絲所殺。

#### 大公派
吉爾多格利瓦
「大公派」的三大首領之一，稱號為「武公」。外表是一名留有紅色長髮、身形健碩的男性。個性豪爽。典型的戰鬥狂。
「技公」
目前未公布姓名。「大公派」的三大首領之一，稱號為「技公」。席蘭妮和希奧多的父親。對女兒被「教主聯盟」派遣到「諾瓦」後變成魔石獸一事十分氣憤，進一步加劇素來互相不和的「大公派」與「教主聯盟」的衝突。
「法公」
目前未公布姓名。「大公派」的三大首領之一，稱號為「法公」。
希奧多（聲：中澤匡智）
天上領特使，實為席蘭妮的哥哥，是大公派首領之一「技公」之子。席蘭妮不明原因地討厭他。

### 血鐵鎖旅團
反天上人的地上人聯合組織的「反天上人游擊隊」，專門游擊在地上的天上人，已有在各個國家多次作惡的紀錄，為各國的頭痛地下組織。其團名由來是「用地上人的鮮血製成的鐵鎖，將天上領從天空中拉下地面」而得名。
黑假面男（聲：小西克幸）
血鐵鎖旅團的首領，真面目與老英雄王英格利斯年青時期的樣貌相同。名字不明，但單論戰鬥實力壓倒性的強，讓英格莉絲非常想跟他交手也非常在意，也是本作第二位會使用靈素之力的人。
里昂·阿勒法（聲：中村悠一）
拉斐爾的同袍，不修邊幅、滿臉鬍渣且個性隨興邋遢，且十分憎恨視人命如草芥的天上人，卻是現任王都騎士團的聖騎士，擁有「特級魔印」，可以召喚雷電與式神。
本受邀加入血鐵鎖旅團未答應，仍被贈予「虹粉藥」，但在看到拉哈爾的行徑後，在對方的飲品中加入了虹粉藥使其變成魔石獸，後主動承擔殺死拉哈爾的罪名而正式叛逃加入血鐵鎖旅團。
希絲緹亞·魯修
隸屬於「血鐵鎖旅團」的天惠武姬。

### 其他人物
女神·亞莉絲泰爾（聲：能登麻美子）
守護世界的女神，賦予老英雄王英格利斯神騎士的能力，在英雄王逝世時再次出現，因英雄王生前的宏偉功績而決定賜予他一個願望。

## 出版書籍

### 輕小說
| 卷數 | Hobby Japan    | Hobby Japan            | 東立出版社    | 東立出版社             |
| 卷數 | 發售日期       | ISBN                   | 發售日期      | ISBN                   |
| ---- | -------------- | ---------------------- | ------------- | ---------------------- |
| 1    | 2019年11月30日 | ISBN 978-4-7986-2064-0 | 2021年5月10日 | ISBN 978-957-266-549-7 |
| 2    | 2020年2月29日  | ISBN 978-4-7986-2147-0 | 2022年1月3日  | ISBN 978-957-268-094-0 |
| 3    | 2020年7月1日   | ISBN 978-4-7986-2244-6 | 2022年8月29日 | ISBN 978-957-269-671-2 |
| 4    | 2020年10月31日 | ISBN 978-4-7986-2344-3 | 2023年1月5日  | ISBN 978-626-347-640-0 |
| 5    | 2021年5月1日   | ISBN 978-4-7986-2479-2 | 2023年8月10日 | ISBN 978-626-360-328-8 |
| 6    | 2021年12月1日  | ISBN 978-4-7986-2675-8 | 2024年7月8日  | ISBN 978-626-020-326-9 |
| 7    | 2022年4月30日  | ISBN 978-4-7986-2826-4 | 2025年6月30日 | ISBN 978-626-023-650-2 |
| 8    | 2022年8月1日   | ISBN 978-4-7986-2886-8 |               |                        |
| 9    | 2023年3月1日   | ISBN 978-4-7986-3016-8 |               |                        |
| 10   | 2023年9月1日   | ISBN 978-4-7986-3264-3 |               |                        |
| 11   | 2023年12月28日 | ISBN 978-4-7986-3381-7 |               |                        |
| 12   | 2024年8月1日   | ISBN 978-4-7986-3595-8 |               |                        |

### 漫畫
| 卷數 | Hobby Japan    | Hobby Japan            | 東立出版社    | 東立出版社             |
| 卷數 | 發售日期       | ISBN                   | 發售日期      | ISBN                   |
| ---- | -------------- | ---------------------- | ------------- | ---------------------- |
| 1    | 2020年8月27日  | ISBN 978-4-7986-2268-2 | 2022年1月13日 | ISBN 978-957-26-6484-1 |
| 2    | 2021年5月1日   | ISBN 978-4-7986-2496-9 | 2023年7月24日 | ISBN 978-957-26-6485-8 |
| 3    | 2021年12月28日 | ISBN 978-4-7986-2653-6 | 2024年3月4日  | ISBN 978-626-02-0601-7 |
| 4    | 2022年11月1日  | ISBN 978-4-7986-2885-1 |               |                        |
| 5    | 2023年9月29日  | ISBN 978-4-7986-3156-1 |               |                        |
| 6    | 2025年2月3日   | ISBN 978-4-7986-3468-5 |               |                        |

## 跨媒體
改編漫畫由2019年12月6日在漫畫網站「Comic Fire」（コミックファイア）上連載，漫畫家是。
2020年10月31日，在Comic Fire的官方YouTube頻道和Twitter頁面公開宣傳片，兩名主角分別由鬼頭明里和加隈亞衣配音。其後分別在11月7日和14日在YouTube和Twitter公開迷你動畫的第1集和第2集，同樣由鬼頭和加隈配音。
2021年3月6日，Comic Fire跟聲優團體舉辦合作活動，在OPENREC.tv直播公演，為3部Comic Fire連載作品配音，其中包括本作。參與本作配音的聲優包括藤井幸代、西尾夕香等。

## 電視動畫
2021年11月29日，宣布本作正在進行動畫化企劃。2022年3月9日，宣佈獲改編為將於2023年1月首播的電視動畫，並一次過公開主要聲優和製作人員陣容、前導視覺圖、前導宣傳片。兩名主角的聲優沿用多年前宣傳片和迷你動畫的聲優——鬼頭明里和加隈亞衣。同日木棉花國際宣佈代理本作。
為紀念動畫化，鬼頭明里於2022年4月12日在HJ文庫官方YouTube頻道舉行線上簽名會。

### 製作人員
- 原作：
- 角色原案：Nagu
- 漫畫：
- 導演：葛谷直行
- 系列構成：廣田光毅
- 角色設定：大藤玲一郎
- 配角設定：宮川知子、福井麻記
- 總作畫監督：大藤玲一郎、宮川知子、野本正幸、
- 音樂：東大路憲太
- 音響監督：鄉文裕貴
- 音響效果：高梨繪美
- 動畫製作：STUDIO COMET[4]

### 主題曲
片頭曲DAY1 
主唱：AUO feat. MORISAKI WIN，作詞、編曲：Len，作曲：
片尾曲
作詞、作曲、主唱：，編曲：宮川彈

### 各話列表
| 話數   | 日文標題 | 中文標題               | 劇本     | 分鏡     | 演出            | 作畫監督                                                                                           | 總作畫監督    | 首播日期       |
| ------ | -------- | ---------------------- | -------- | -------- | --------------- | -------------------------------------------------------------------------------------------------- | ------------- | -------------- |
| 第1話  |          | 英雄王英格利斯，轉生   | 廣田光毅 | 葛谷直行 | 鈴木恭兵        | 野本正幸、飯田清貴                                                                                 | 大藤玲一郎    | 2023年 1月10日 |
| 第2話  |          | 天惠武姫的邂逅         | 廣田光毅 | 葛谷直行 | 不適用          | Kim Mal Nam、Kim Young Sub Shin Na La、原田峰文                                                    | 田村一彥      | 1月17日        |
| 第3話  |          | 前往王都的旅程         | 廣田光毅 | 葛谷直行 | 徐惠真          | 渡邊真紗子、姉崎早也花、齋藤大輔                                                                   | 松田          | 1月24日        |
| 第4話  |          | 天上人支配的城市       | 廣田光毅 | 葛谷直行 | 鈴木恭兵        | 野本正幸、加藤壯、飯田清貴、塚田                                                                   | 宮川知子      | 1月31日        |
| 第5話  |          | 王立騎士學院           | 廣田光毅 | 葛谷直行 | 佐藤友一        | 櫻井木之實、宇都木勇、中山和子 成瀨藍、岩永遼太、Swarin Promjutikanon Chotanan Pipobworachai、松田 | 松田          | 2月7日         |
| 第6話  |          | 試煉的迷宮             | 廣田光毅 | 葛谷直行 | 山崎立士        | Kim Mal Nam、Kim Young Sub、Shin Na La 澤口裕也、渕脇泰賀                                          | 田村一彥      | 2月14日        |
| 第7話  |          | 天惠武姬之病           | 田澤大典 | 葛谷直行 | 山内東生雄      | 松田、渡邊真紗子、齋藤大輔                                                                         | 野本正幸      | 2月21日        |
| 第8話  |          | 莉波護衛指令           | 廣田光毅 | 西田正義 | 辻紗耶佳        | jumondou seoul、松田                                                                               | 宮川知子 德永 | 2月28日        |
| 第9話  |          | 新的魔印武具           | 田澤大典 | 三宅和男 | 前園文夫        | 耿松、小野、長坂綾子、内藤圭                                                                       | 加藤壯        | 3月7日         |
| 第10話 |          | 天上人襲擊計畫         | 田澤大典 | 葛谷直行 | 辻紗耶佳 李起燮 | jumondou seoul                                                                                     | 野本正幸      | 3月14日        |
| 第11話 |          | 見習騎士，無雙         | 廣田光毅 | 葛谷直行 | 高橋雅之        | 飯田清貴、齋藤大輔、加藤壯                                                                         | 松田          | 3月21日        |
| 第12話 |          | 激戰！英雄王ｖｓ虹之王 | 廣田光毅 | 葛谷直行 | 鈴木恭兵        | 加藤壯、鈴木光、渡邊真紗子、塚田ひろし                                                             | 野本正幸      | 3月28日        |

## 外部連結
- 成為小說家吧官方網站（日語）
- HJ文庫特設網站（日語）
- 漫畫連載網站（日語）
- 電視動畫官方網站（日語）
- 電視動畫的X（前Twitter）（日語）